# 松井利樹
松井 利樹（まつい としき、1945年7月28日 - ）は静岡県出身のプロゴルファー。
旧名「松井 一敏」 。

## 来歴
1966年にプロテストで合格し、1967年の美津濃プロ新人で初優勝。以後は国内外のツアー500戦以上に出場し、1978年の賞金ランキング62位がベストとなる。
1972年の中日クラウンズでは初日に5バーディー、ノーボギーの65をマークし、同じく65の陳健忠（中華民国）と共に首位発進のピーター・トムソン（オーストラリア）と2打差2位タイでスタートすると、2日目には鈴村久・水野紀文・原孝男と共に首位のテリー・ケンドール（ニュージーランド）から4打差で続いた。
1975年の中部オープンでは井上幸一・鈴村と並んでの4位タイ、1976年のKBCオーガスタでは最終日に67をマークして宮本康弘・岩下吉久・山田健一・中嶋常幸・石井裕士・山本善隆と並んでの6位タイに入った。
1978年の関西プロでは3日目に中村通・上野忠美・水野と並んでの9位タイに着け、最終日には上野と共に69をマークして松井一・内田繁と並んでの3位タイに入った。
1981年の富山県オープンでは三上法夫・関水利晃・杉本英世を抑えて 優勝し、1985年のパールカントリークラブオープンでは額賀靖生・大町昭義・鷹巣南雄・芹澤信雄を抑えて日本勢最上位の3位、1987年の岐阜県オープンでは豊田明夫と並んで高阪喜久の2位タイ、1988年の水戸グリーンオープンでは寺田寿・佐々木久行と並んで青木基正の3位タイに入った。
1991年の中部オープンを最後にレギュラーツアーから引退し、1995年からはシニアに転向。日本シニアオープンでは1996年9位→1997年5位と2年連続十傑入りし、2002年は開幕戦のキャッスルヒルオープンでは鷹巣・松本紀彦と3人のプレーオフとなり5ホール目で鷹巣にバーディーを決められ涙を飲む。オールドマンパーシニアでは最終日65のベストスコアをマークし首位に並び、中山徹、天野勝、小林富士夫と4人のプレーオフになったが、プレーオフ2ホール目に中山にバーディーを決められシニア初優勝を2度ともプレーオフで逃がした。
東京都台東区浅草でジェプスゴルフクラブを経営・主宰し、テレビや新聞での試合解説、ゴルフレッスンなど、多方面で活躍。
2007年のアデランスウェルネスオープンを最後にシニアツアーから引退。

## 主な優勝
- 1967年 - 美津濃プロ新人
- 1981年 - 富山県オープン